# Li Peng
Li Peng, chiń. 李鹏 (ur. 20 października 1928 w Chengdu, zm. 22 lipca 2019 w Pekinie) – chiński inżynier i polityk komunistyczny. W latach 1983–1987 wicepremier, a w latach 1988–1998 premier Chińskiej Republiki Ludowej.

## Życiorys
Był adoptowanym synem Zhou Enlaia.
Od 1945 roku członek Komunistycznej Partii Chin. W latach 1948–1954 studiował w ZSRR.
Od 1981 roku minister gospodarki wodnej; od 1983 roku wicepremier. W latach 1982–1983 minister energetyki. Członek Biura Politycznego od 1985 roku. W latach 1987–1998 premier ChRL (do 1988 roku jako p.o.). W porozumieniu z Deng Xiaopingiem 3 czerwca 1989 rozkazał użyć wojsko w celu stłumienia demonstracji studenckich na placu Tian’anmen; fakt ten wykorzystał dla umocnienia swej władzy. Po zakończeniu kadencji premiera w latach 1998–2003 przewodniczący Stałego Komitetu OZPL.
Zmarł 22 lipca 2019.